# Þórir Grímsson
Þórir Grímsson (n. 890) también conocido por su apodo Sel-Þórir (Sel-Thorir) fue un vikingo de Rogaland, Noruega que emigró a Islandia donde fundó un asentamiento en Ljósavatn, Suður-Þingeyjarsýsla. Fue el primer goði del clan familiar de los Rauðmelingar. Su hijo Þorkell Þórisson (n. 922) es uno de los personajes de la saga de Finnboga ramma, y sería padre de Þorgeir Ljósvetningagoði.